# بيرمين لانغ
بيرمين لانغ (بالإنجليزية: Pirmin Lang)‏ (و. 1984  م) هو راكب دراجة هوائية سويسري، شارك في طواف إسبانيا، وطواف إسبانيا 2014.

## سباقات أو مراحل فاز بها
| التاريخ        | السباق                                                        | المركز                  |
| -------------- | ------------------------------------------------------------- | ----------------------- |
| 01 يناير 2008  | Tour du Jura 2008                                             | المركز الثالث           |
| 09 يونيو 2009  | 2009 Züri-Metzgete                                            | المركز الثاني           |
| 27 يونيو 2010  | 2010 Switzerland National Road Cycling Championships - Men RR | المركز الثالث           |
| 05 سبتمبر 2010 | 2010 Züri-Metzgete                                            | الفائز في التصنيف العام |
| 09 يناير 2011  | 2011 Switzerland National Cyclo-cross Championships Men       | المركز الثاني           |
| 07 مايو 2011   | 2011 Tour de Berne                                            | الفائز في التصنيف العام |
| 04 سبتمبر 2011 | 2011 Züri-Metzgete                                            | المركز الثالث           |
| 04 مايو 2014   | طواف روماندي 2014                                             | الخامس في تصنيف الجبال  |
| 10 مايو 2014   | 2014 Tour de Berne                                            | المركز الثالث           |
| 26 يونيو 2016  | بطولة سويسرا لسباق الدراجات على الطريق 2016                   | المركز الثاني           |

## روابط خارجية
- بيرمين لانغ على موقع الاتحاد الدولي للدراجات (الإنجليزية)
- بيرمين لانغ على موقع أرشيف الدراجات (الإنجليزية)
- بيرمين لانغ على موقع إحصائيات الدراجات الإحترافية (الإنجليزية)
- بيرمين لانغ على موقع نسبة الدراجات (الإنجليزية)